# Johan Rudolf Sundström
Johan Rudolf Sundström (i riksdagen kallad Sundström i Brunne, senare Sundström i Boda), född 20 oktober 1874 i Långserud, död 23 januari 1954 i Säbrå, var en svensk lantbrukare, författare och politiker (liberal, senare Bondeförbundet).

## Biografi
Johan Rudolf Sundström flyttade vid tolv års ålder till Stigsjö i Ångermanland med sina föräldrar, då fadern övertog ett jordbruk i Risnäs. Han gifte sig med guldsmedsdottern Emmy Karolina Mannberg och blev lantbrukare på orten. Senare bosatte han sig i Grofhäll i Säbrå. Han var också ordförande i Stigsjö kommunalstämma 1910–1918, ledamot i Västernorrlands läns landsting och under en period 1919 redaktör för Medelpads Dagblad.

### Politikern
Han var riksdagsledamot i andra kammaren för Ångermanlands södra valkrets 1912–1917, och tillhörde frisinnade landsföreningens riksdagsgrupp liberala samlingspartiet. I riksdagen var han bland annat ledamot i andra kammarens femte tillfälliga utskott 1915 och suppleant i bevillningsutskottet 1916–1917. Han engagerade sig i olika frågor med inriktning på landsbygdens förhållanden. Senare i livet övergick han till bondeförbundet.

### Författaren
Johan Rudolf Sundström är i dag mest känd för sina bygdeberättelser om Janne Vängman, som också blev populära filmer. Förebilden till Janne Vängman ska ha varit en Johannes Vänglund i Risnäs, som förutom att han aldrig hade jagat utgjorde en direkt förebild för Sundström.
Janne Vängman uppträder som klurig problemlösare, jägare inom och utom tillåten tid, kaskdrickare och historieberättare i närmast gascognsk dräkt.
Det har diskuterats huruvida och hur mycket figuren Vängman och Nordiäng inspirerat till de senare karaktärerna Åsa-Nisse och Klabbarparn. Klart är att likheter finns, bland andra huvudrollspersonnaget, sysselsättningen och de personligt förvrängda bibliska citaten. Då den första berättelsen om Efraim Erik Nilsson på Åsen (senare Nils Nilsson) publicerades 1944 hade Sundström fått över ett hundratal noveller om Vängman tryckta i sina böcker.